# Elisabeth Mudrow-Reichenow
Elisabeth Mudrow-Reichenow (* 28. März 1908 in Düsseldorf; † 3. Mai 1957) war eine deutsche Biologin, die in Elberfeld (Wuppertal) mit Walter Kikuth sowie in Hamburg mit ihrem Ehemann Eduard Reichenow an dem Leberstadium der Malaria bei der Vogelmalaria forschte.

## Leben und Wirken
Elisabeth „Lilly“ Mudrow beschäftigte sich nach dem Abitur in Düsseldorf zunächst mit Kunstgeschichte, bevor sie den Naturwissenschaften zuwandte. Sie studierte in Köln, Bonn und Hamburg und schloss das Studium 1932 mit der Promotion zum Dr. rer. nat. ab mit einer Dissertation zum Thema „Über die intrazellulären Symbionten der Zecken“. Anschließend assistierte sie drei Jahre lang bei Günther Just am Institut für Vererbungswissenschaft in Greifswald und wurde dann Assistentin von Paul Manteufel am Hygiene-Institut der Medizinischen Akademie in Düsseldorf. 1937 wechselte sie als wissenschaftliche Mitarbeiterin an das von Walter Kikuth geleitete Chemotherapeutische Laboratorium in Elberfeld (Wuppertal). Schwerpunkt ihrer Forschung war die Malaria. Aber sie forschte auch zur Chemotherapie der Piroplasmose, zu Fragen der Rattenlepra und der Schädlingsbekämpfung. Mudrow heiratete den Parasitologen Eduard Reichenow. Sie setzte ihre Forschungen mit ihrem Ehemann am Institut für Schiffs- und Tropenkrankheiten (Bernhard-Nocht-Institut) in Hamburg nach dem Zweiten Weltkrieg fort.
Als Naturwissenschafterin führte sie zahlreiche der Experimente durch, die in die Forschung von Walter Kikuth und Eduard Reichenow einflossen. Dabei standen ihre Arbeiten in enger Verbindung mit diesen beiden Forschern. Als eigenständige Wissenschaftlerin, die auch eigene Forschungen präsentierte, wird sie nicht gesehen.
Bereits 1937 veröffentlichten Kikuth und Mudrow in der Klinischen Wochenschrift ihre Arbeiten zu pigmentlosen Schizogonieformen in den Zellen des reticulo-endothelialen Systems bei der Vogelmalaria. Die ausführlichen Beschreibungen folgten 1938 in der Rivista di Malariologia und im Zentralblatt für Bakteriologie, Parasitenkunde und Infektionskrankheiten. Ihre Veröffentlichungen publizierten sie hauptsächlich in deutscher Sprache. Kikuth und Mudrow schrieben aber auch Artikel in Englisch, Italienisch, Spanisch, Französisch, Rumänisch und Bulgarisch. Dabei veröffentlichten sie ihre Ergebnisse in Fachzeitschriften wie dem Zentralblatt für Bakteriologie, Parasitenkunde und Infektionskrankheiten und der Rivista de malariologie, während Übersichtsartikel  mit Zusammenhängen und kurzen Darstellungen in den Zeitschriften wie Deutsche medizinische Wochenschrift und Münchner medizinische Wochenschrift erschienen.
Fast 20 Jahre nach dem Erscheinen ihrer bahnbrechenden Aufsätze von 1938 schrieb der englische Malariologe Robert Bray: „Powerful support for Raffaele was to come from Germany where Kikuth and Mudrow were to publish the first of many brilliant researches on the pre-e cycle in avian malaria. … It must be stressed that their paper in 1938 stands as the first description of pre-e forms of malaria parasites.“

## Schriften (Auswahl)
- Walter Kikuth, Lilly Mudrow: Über pigmentlose Schizogonieformen bei der Vogelmalaria. In: Klinische Wochenschrift, Nr. 48 (1937), S. 1690–1691.
- Walter Kikuth, Lilly Mudrow: Die endothelialen Stadien der Malariaparasiten in Experiment und Theorie. In: Centralblatt für Bakteriologie, Parasitenkunde und Infektionskrankheiten, Abt. Originale 142, (1938), 3/4, S. 113–132.
- Walter Kikuth, Lilly Mudrow: Malariaübertragungsversuche mit Blut und Organen sporozoeninfizierter Kanarienvögel. In: Rivista di Malariologia Sez. I, Nr. 1 (1938), S. 1–14
- Walter Kikuth, Lilly Mudrow: Die Entwicklung der Sporozoiten von Plasmodium cathemerium im Kanarienvogel. In: Zentralblatt für Bakteriologie, Parasitenkunde und Infektionskrankheiten, Abt. Originale 145 (1939), S. 81–88
- Lilly Mudrow: Klinische und parasitologische Befunde und chemotherapeutische Ergebnisse bei der Hühnermalaria. In: Archiv für Schiffs- und Tropen-Hygiene Bd. 44 (6), 1940 S. 257–275
- Walter Kikuth, Lilly Mudrow: Die endotheliale Phase der Malariaparasiten und ihre theoretische und praktische Bedeutung. In: Ergebnisse der Hygiene, Bakteriologie, Immunitätsforschung und experimentellen Therapie 24, (1941), S. 1–86.
- Walter Kikuth, Lilly Mudrow: Malariaprobleme im Lichte neuer parasitologischer Erkenntnisse. In: Deutsche Medizinische Wochenschrift Jg. 67 (4) 1941, S. 85–89
- Walter Kikuth, Lilly Mudrow: Die Chemotherpaie der Malaria in Beziehung zur Biologie der Plasmodien. In: Medizin und Chemie, 1942, S. 44–59
- Lilly Mudrow: Über die Entwicklung der Sporozoiten bei verschiedenen Vogelmalariaarten. In: Rivista di Malariologie 21, 1942, S. 29–46
- Lilly Mudrow, Eduard Reichenow: Endotheliale und erythrocytäre Entwicklung von Palsmodium praecox. In: Archiv für Protistenkunde 97 (1944), S. 101–170
- Walter Kikuth und Lilly Mudrow-Reichenow: Über kausalprophylaktisch bei Vogelmalaria wirksame Substanzen. In:  Zeitschrift für Hygiene und Infektionskrankheiten, medizinische Mikrobiologie, Immunologie und Virologie 127, (1947), 1–2, S. 151–165.
- Lilly Mudrow-Reichenow, Walter Kikuth: Neue Forschungsergebnisse über die Biologie der Malariaparasiten. In: Deutsche Medizinische Wochenschrift Jg. 74 (1) 1949, S. 759–763
- Walter Kikuth, Lilly Mudrow-Reichenow: Neue Wege in der Chemotherapie der Malaria. In: Deutsche Medizinische Wochenschrift Jg. 74 (4) 1949, S. 97–101